# Jens Lüdecke
Jens Lüdecke es un deportista alemán que compitió para la RDA en remo.
Ganó cuatro medallas en el Campeonato Mundial de Remo entre los años 1986 y 1990.

## Palmarés internacional
| Campeonato Mundial | Campeonato Mundial       | Campeonato Mundial | Campeonato Mundial |
| Año                | Lugar                    | Medalla            | Prueba             |
| ------------------ | ------------------------ | ------------------ | ------------------ |
| 1986               | Nottingham (Reino Unido) | Medalla de bronce  | Cuatro sin timonel |
| 1987               | Copenhague (Dinamarca)   | Medalla de oro     | Cuatro sin timonel |
| 1989               | Bled (Yugoslavia)        | Medalla de oro     | Cuatro sin timonel |
| 1990               | Tasmania (Australia)     | Medalla de bronce  | Cuatro sin timonel |